# Centrale hydroélectrique Isarwerk
La Centrale hydroélectrique Isarwerk  (ou Isarwerk 1) est une centrale électrique au fil de l'eau sur le fleuve Isar à Munich. Achevée en 1908, il s'agit de la plus ancienne centrale sur l'Isar encore en activité à Munich. L'exploitant de la centrale électrique est Stadtwerke München. Le bâtiment est inscrit comme monument protégé dans la liste bavaroise des monuments.

## Emplacement

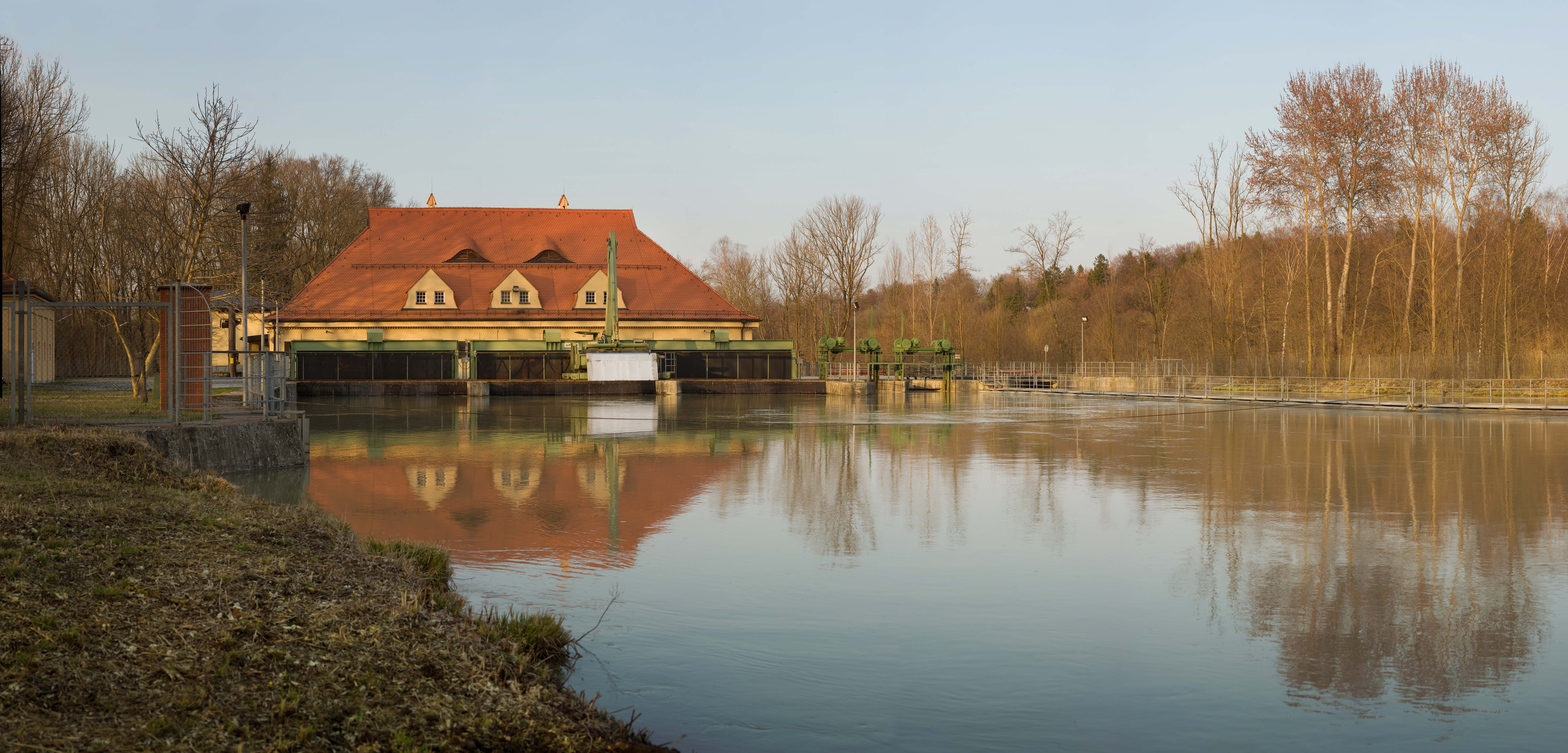
Côté sud (intérieur)

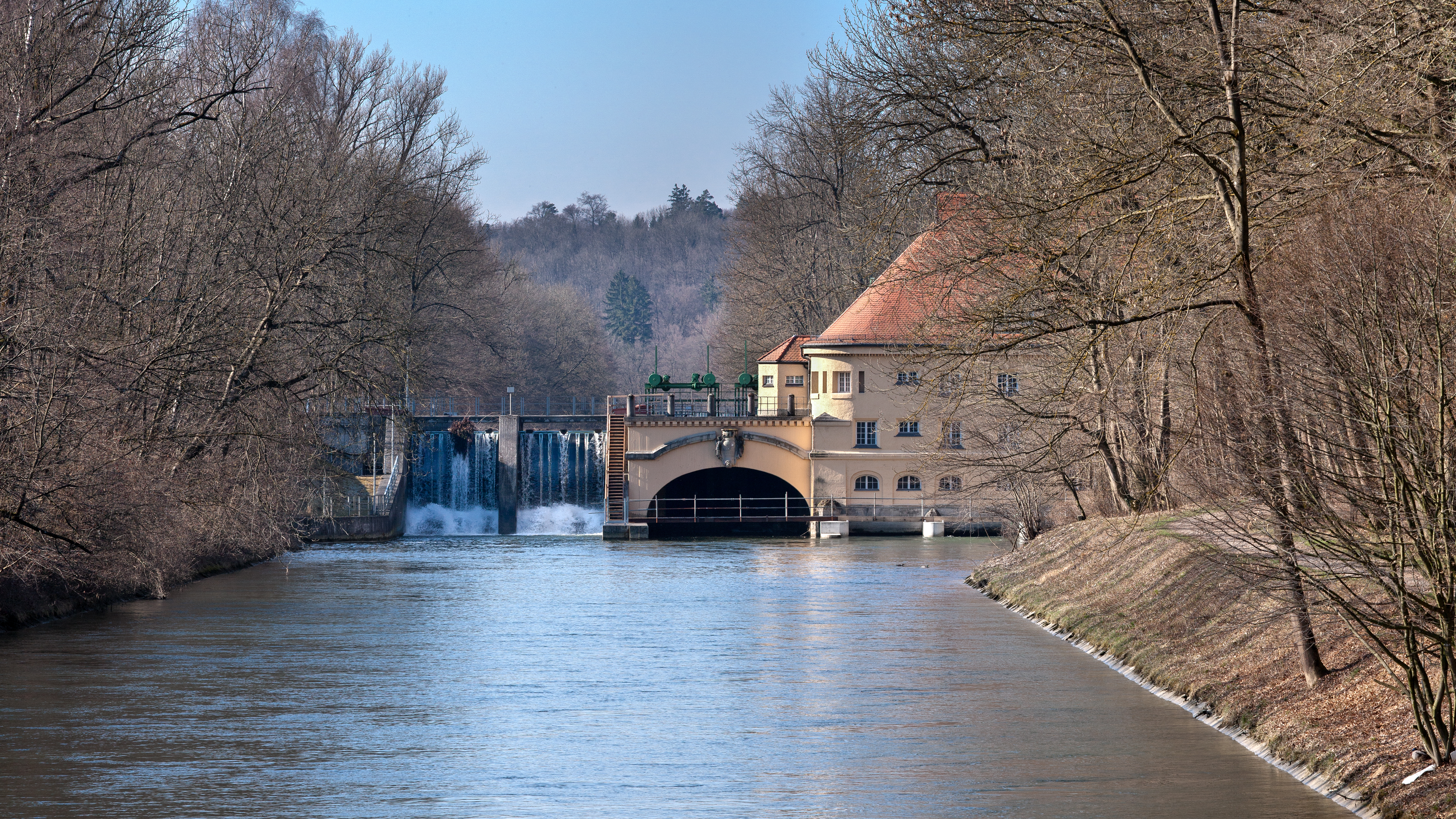
Côté nord (extérieur)

La centrale est située dans le quartier de Thalkirchen à Munich. Ce n'est pas directement sur l'Isar, mais sur la branche du 12ème kilomètre de l'Isar-Werkkanal coulant à l'ouest de l'Isar, qui est dévié de l'Isar et va en amont vers le Flosskanal. Aussi juste en amont de la centrale électrique se trouve le lac Hinterbrühler See, qui tire son eau du Werkkanal.

## Histoire et description
La centrale électrique a été construite entre 1906 et 1908 comme première centrale électrique municipale de Munich selon les plans d'August Blössner.
L'énergie électrique est générée par trois turbines bi-jumelles Francis et trois générateurs synchrones à pôles saillants, chacun délivrant 800 kW. Depuis 1993, le site est classé.

## Littérature
- Denis A. Chevalley, Timm Weski : Landeshauptstadt München – Südwest (= Bayerisches Landesamt für Denkmalpflege : Denkmäler in Bayern. Band I.2/2). Karl M. Lipp Verlag, Munich 2004 (ISBN 3-87490-584-5), S. 696 f.